# Jüncseng (Sanhszi)
Jüncseng (egyszerűsített kínai írással: 运城市, pinjin: Yùnchéng Shì) prefektúra szintű város Kínában, Sanhszi tartományban. Lakosainak száma 4 774 508 fő (2020).

## Népesség
| 2010 | 5 134 779 |
| 2020 | 4 774 508 |